# 卡尔内鲁 (阿马兰蒂)
卡尔内鲁（葡萄牙語：Carneiro）是葡萄牙波尔图区的一个堂区，位於阿馬蘭蒂。总面积9.83平方公里，总人口354人，人口密度36人/平方公里。